# ماليانو دي مارسي
ماليانو دي مارسي (بالإيطالية: Magliano de' Marsi)‏ هي بلدية في مقاطعة لاكويلا في إقليم أبروتسو الإيطالي.

## السكان
في سنة 1861 بلغ عدد السكان 3٬760 نسمة، وتطور العدد ليصل في سنة 2011 لـ 3٬753 نسمة.
يظهر هذا المخطط البياني تطور النمو السكاني لـ ماليانو دي مارسي

## توأمة
لماليانو دي مارسي اتفاقيات توأمة مع:
- فيلا سانت أنجلو

## أعلام
- فيتوريو مارسيلي